# Protagoras (Platon)
Protagoras sau Protagora (în greacă veche Πρωταγόρας) este un dialog scris de Platon.